# 涸沢ヒュッテ
涸沢ヒュッテ（からさわヒュッテ）は、長野県松本市安曇の穂高岳（奥穂高岳等）の東側にある氷河圏谷、涸沢の標高2309メートルのモレーンに建つ山小屋である。

## 概要
1951年（昭和26年）に山岳書等を刊行していた朋文堂の社長の新島章男らによって開設が進められ、当初は建物が一つだけだった。この開設当初の建物は雪崩で倒壊し、翌年再築された建物も再度雪崩で倒壊している。
1953年（昭和28年）に建てられたのが3度目の「本館」である。しかし、登山客の増加に伴い、1955年（昭和30年)に「別館」、1963年（昭和38年）に吉阪隆正設計の「新館」が建設された。さらに1989年（平成元年）には「新別館」が建てられた。
その後、「黒沢池ヒュッテ」や「梶山新湯 雨飾山荘」、「野沢温泉ロッジ」と共に朋文堂スキー山岳協会が運営していたが、のちに株式会社涸沢ヒュッテに社名変更され、他施設とは別経営となった（雨飾山荘のみ2003年まで経営）。
冬季小屋を持つ近隣の涸沢小屋とは異なり、涸沢ヒュッテの建つ地は雪崩が多いため冬季は完全に閉鎖している。この山小屋には売店やみやげものコーナーなどのパノラマ売店が営業している。（ゴールデンウィークから紅葉シーズンまでで、閑散期は閉店することもある）
この売店の名物はおでん。テラスの席に座り穂高連山を眺めながら酒類を片手に名物のおでんをつまむ登山者が多い。
営業期間は毎年4月末の昭和の日頃から11月の第一日曜日頃で、夏季は東大涸沢診療所を併設しているほか涸沢小屋と共同で隣接する国設涸沢野営場の管理も行っている。
涸沢は穂高連峰への要となる登山基地であるため多くの登山者が通過する地であることから、特にゴールデンウィークやお盆、紅葉の時期には定員を上回る宿泊客でごったがえすため、1枚の布団で2～4人での睡眠となる日も年に数日あるが、利用者が多いがゆえに設備と食事は山小屋としては過剰なほど充実しており、涸沢ヒュッテを目当てに穂高を目指す登山客も多い。

## 所在地
〒390-1516 長野県松本市安曇上高地涸沢

## 近隣の山小屋
- 涸沢小屋
- 穂高岳山荘
- 北穂高小屋